# Release Me (Barbra Streisand)
Release Me è una compilation di brani mai pubblicati di Barbra Streisand pubblicato il 25 settembre 2012 in formato LP e l'8 ottobre 2012 in formato CD. L'album ha venduto nella sua prima settimana negli Stati Uniti 40 000 copie.

## Tracce
1. Being Good Isn't Good Enough – 3:30
2. Didn't We – 2:36
3. Willow Weep for Me – 3:31
4. Try to Win a Friend – 4:07
5. I Think It's Going to Rain Today – 3:27
6. With One More Look at You – 3:39
7. Lost in Wonderland – 3:33
8. How Are Things in Glocca Morra?/Heather on the Hill – 4:34
9. Mother and Child – 5:03
10. If It's Meant to Be – 4:08
11. Home – 3:37

## Classifiche
| Classifica (2012) | Posizione massima |
| ----------------- | ----------------- |
| Belgio (Fiandre)  | 125               |
| Belgio (Vallonia) | 130               |
| Canada            | 12                |
| Francia           | 138               |
| Paesi Bassi       | 37                |
| Regno Unito       | 31                |
| Spagna            | 33                |
| Stati Uniti       | 7                 |
| Svizzera          | 78                |
| Ungheria          | 35                |